# Ismaila Coulibaly
Ismaila Cheick Coulibaly (ur. 25 grudnia 2000) – malijski piłkarz grający na pozycji środkowego pomocnika. Od 2020 jest zawodnikiem klubu K Beerschot VA, do którego jest wypożyczony z Sheffield United.

## Kariera klubowa
Swoją piłkarską karierę Coulibaly rozpoczynał w juniorach klubu CS Duguwolofila. W 2019 roku został zawodnikiem norweskiego Sarpsborg 08 FF. Swój debiut w nim zaliczył 22 kwietnia 2019 w zremisowanym 1:1 wyjazdowym meczu z Bodø/Glimt. W Sarpsborgu grał do września 2020.
9 września 2020 Coulibaly został piłkarzem Sheffield United, który zapłacił za niego kwotę 2 miliony euro. Dzień później został wypożyczony do belgijskiego Beerschotu. 4 października 2020 zadebiutował w nim w przegranym 1:5 wyjazdowym meczu z KRC Genk.
| Sezon   | Klub            | Kraj     | Rozgrywki       | Mecze | Gole |
| ------- | --------------- | -------- | --------------- | ----- | ---- |
| 2019    | Sarpsborg 08 FF | Norwegia | Eliteserien     | 13    | 0    |
| 2020    | Sarpsborg 08 FF | Norwegia | Eliteserien     | 14    | 4    |
| 2020/21 | K Beerschot VA  | Belgia   | Eerste klasse A | 22    | 5    |

## Kariera reprezentacyjna
Coulibaly ma w swojej karierze występy w reprezentacji Mali U-20.